# Huldi Torckell
Huldi Maria Torckell, född 22 april 1871 i Sund på Åland, död 31 oktober 1942 i Hyvinge, var en finländsk folkskollärare och redaktör. Hon var syster till Olga Torckell. 
Torckell var länge redaktör för barntidningen Eos och utgav en mängd skrifter med anknytning till Finlands svenska nykterhetsförbund och Hoppets här.